# 貝爾曼冰川
貝爾曼冰川（英語：Bearman Glacier），是南極洲的冰川，位於埃爾斯沃思地的瑟斯頓島中部，處於豪厄爾山以東，最終注入施瓦茨灣，現時由南極條約體系管理。